# Мефодиев, Николай Владимирович
Николай Владимирович Мефодиев (1869, Тунгуда, Российская империя — после 1927) — врач, сельский учитель, депутат III Государственной думы от Архангельской губернии (1907—1912).

## Биография
Николай Мефодиев родился в 1869 году в семье потомственного почётного гражданина, священника села Тунгуда Кемского уезда (Архангельская губерния) Владимира Мефодиева. Николай окончил сначала Архангельское духовное училище, а затем получил среднее духовное образование — окончил семинарию в том же городе. В 1897 (ошибочно — в 1879) году он стал выпускником медицинского факультета Томского университета.
Мефодиев работал врачом в Архангельске, имея жалованье в 1200 рублей в год. До окончания ВУЗа он был сельским учителем, а после — врачом в Кемском и Холмогорском уездах родной губернии (с аналогичным окладом).
Николай Владимирович состоял членом общества трезвости, а также заведовал библиотечным обществом в одном из пригородов Архангельска — в Соломбале. В октябре 1905 года он стал делегатом от Архангельска на Учредительном съезде Конституционно-демократической партии в Москве: был одним из создателей «кадетского» комитета в городе.
19 октября (1 ноября) 1907 года надворный советник Н. Мефодиев был избран в Третью Государственную думу Российской империи от первого и второго съездов городских избирателей Архангельской губернии. В III Думе Мефодиев вошёл во фракцию Конституционно-демократической партии. Стал членом пяти думских комиссий: по исполнению государственной росписи доходов и расходов, по рыболовству, по делам православной церкви, по направлению законодательных предположений и по местному самоуправлению. Являлся докладчиком двух комиссий: по рыболовству и по местному самоуправлению.

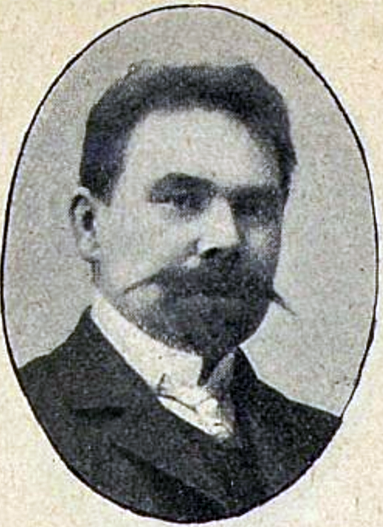
Н. В. Мефодиев в 1909 году

Подпись депутата Мефодиева стояла под многочисленными законопроектами: «Об обеспечении отдыха торгово-промышленных служащих», «О введении земства в Сибири», «О порто-франко в устье Оби и Енисея», «Об учреждении землеустроительных комиссий в степных областях», «Об учреждении окружного суда в Ростове-на-Дону», «Правила приема в высшие учебные заведения», «О введении в Архангельской губернии земского самоуправления» и «Об отмене смертной казни».
По окончании депутатских полномочий Николай Мефодиев продолжил издавать газету «Архангельск» — дело, которое он начал ещё в 1909 году. Занимался этим до 1917 года. После Февральской революции Мефодиев послал приветствие в адрес Госдумы в связи с победой революции. Стал делегатом Чрезвычайного съезда партии кадетов и участником Московского государственного совещания, прошедшего летом того же года.
После октября 1917 года Н. В. Мефодиев вернулся к врачебной практике. В 1918 году он вошёл в антибольшевистское Верховное управление Северной области (под председательством Н. В. Чайковского), а позднее, в октябре — в состав Временного правительства Северной области (ВПСО), в котором заведовал отделом торговли и промышленности.
В августе 1919 года Николай Мефодиев вышел из ВПСО, а в феврале 1920 года — отказался эмигрировать из России. 24 марта 1920 года Мефодиев был арестован большевиками и приговорен к двум годам принудительных работ. После отбытия наказания, вновь занимался врачебной практикой. В июне 1927 года Николай Владимирович Мефодиев снова был арестован и сослан в Сибирь, где его следы теряются.

## Семья
На 1907 год Николай Мефодиев был холост.